# バカトケムリ
バカトケムリは、日本のお笑いコンビ。よしもとクリエイティブ・エージェンシーに所属。2005年結成。2013年解散。

## 概要
NSC東京7期生の2人によって結成。
池田はあいうえお50音全ての文字から始まる風俗店名を言う特技を持っている。笑う妖精という番組で司会の千原ジュニアに風俗店を言いながら切腹してみたらと言われ、その芸でR-1に出場したことがある。

## メンバー
池田 佳祥（いけだ よしあき、1979年6月15日 - ）
- 栃木県宇都宮市出身

高橋 英臣（たかはし ひでおみ、1977年4月1日 - ）
- 高知県須崎市出身

解散後、2014年4月に元「カチンコチン」の高橋智広と元「惑星プラネット」の砂川望と共にトリオ「カツオとゴーヤの味噌ラーメン」を結成。

## 出演
- 爆笑ピンクカーペット（フジテレビ）
- 新春ゴールデンピンクカーペット（フジテレビ）
- あらびき団（TBSテレビ）
- 本番で〜す（テレビ東京）
- ココリコミリオン家族（テレビ東京）
- 笑う妖精（テレビ朝日）池田のみ
- 爆笑ヒットパレード2013フジ男（フジテレビ）池田のみ